# 2016 în literatură
- 2015 în literatură — 2016 în literatură — 2017 în literatură

2016 în literatură a implicat o serie de evenimente noi și notabile:

## Celebrări

### 50 de ani de la naștere
- 13 martie: Alastair Reynolds, scriitor britanic
- 09 iulie: Amélie Nothomb, scriitoare belgiană
- 06 noiembrie: Juan Tomás Ávila Laurel, scriitor și poet insula Annobón
- 29 decembrie: Christian Kracht, scriitor și jurnalist elvețian

- necunoscută: Chris Abani, scriitor nigerian

### 100 de ani de la naștere
- 6 februarie: Gabriel Țepelea, lingvist (d. 2012)
- 04 martie: Giorgio Bassani, scriitor și poet italian (d. 2000)
- 17 aprilie: Magda Isanos, poetă (d. 1944)
- 11 mai: Camilo José Cela, scriitor spaniol (d. 2002)
- 14 iulie: Natalia Ginzburg, scriitoare italiană (d. 1991)
- 18 august: Neagu Djuvara, filolog român
- 28 august: Jack Vance, scriitor american (d. 2013)
- 13 septembrie: Roald Dahl, scriitor britanic (d. 1990)
- 27 octombrie: Kazimierz Brandys, scriitor polonez (d. 2000)
- 7 noiembrie: Mihail Șora, filosof și eseist român
- 8 noiembrie: Alexandru Dragomir, filosof român (d. 2002)
- 08 noiembrie: Peter Weiss, scriitor german, poet și grafician (d. 1982)

### Alte celebrări
- 29 ianuarie: 150 de ani de la nașterea lui Romain Rolland, scriitor francez
- 01 martie: 200 de ani de la nașterea lui Kawatake Mokuami, autor japonez
- 21 aprilie: 200 de ani de la nașterea lui Charlotte Brontë, scriitoare britanică
- 22 aprilie: 250 de ani de la nașterea lui Madame de Staël, scriitor francez
- 13 iulie: 200 de ani de la nașterea lui Gustav Freytag, scriitor german
- 12 august: 150 de ani de la nașterea lui Jacinto Benavente, dramaturg spaniol
- 10 septembrie: 150 de ani de la nașterea lui Jeppe Aakjær, scriitor danez
- 20 septembrie: 150 de ani de la nașterea lui George Coșbuc, scriitor român
- 21 septembrie: 150 de ani de la nașterea lui H. G. Wells, scriitor britanic
- 02 octombrie: 400 de ani de la nașterea lui Andreas Gryphius, poet și dramaturg german
- 16 noiembrie: 200 de ani de la nașterea lui  Andrei Mureșanu, poet român
- 26 decembrie: 300 de ani de la nașterea lui Thomas Gray, poet britanic
- 27 decembrie: 450 de ani de la nașterea lui Jan Jessenius, filozof slovac
- n. 1616 sau 1617: 400 de ani de la nașterea lui Christian Hoffmann von Hoffmannswaldau, poet german

### 50 de ani de la moarte
- 10 ianuarie: Hermann Kasack, scriitor german
- 13 arilie: Georges Duhamel, scriitor francez
- 24 aprilie: Hans Christian Branner, scriitor danez
- 07 iunie: Hans Arp, poet, pictor, sculptor german-francez
- 31 august: Kasimir Edschmid, scriitor german
- 28 septembrie: André Breton, scriitor și poet francez
- 08 octombrie: Franz Xaver Kappus, scriitor german
- 23 decembrie: Heimito von Doderer, scriitor austriac

### 100 de ani de la moarte
- 06 februarie: Rubén Darío, scriitor nicaraguian
- 28 februarie: Henry James, scriitor britanic
- 12 martie: Marie von Ebner-Eschenbach, scriitoare austriacă
- 15 noiembrie: Henryk Sienkiewicz, scriitor polonez
- 22 noiembrie: Jack London, scriitor american
- 09 decembrie: Natsume Sōseki, scriitor japonez

### Alte celebrări
- 23 aprilie: 400 de ani de la moartea lui Miguel de Cervantes, scriitor spaniol
- 25 aprilie: 450 de ani de la moartea lui Louise Labé, poet francez
- 03 mai: 400 de ani de la moartea lui William Shakespeare, scriitor britanic
- 02 iulie: 450 de ani de la moartea lui Nostradamus, astrolog francez
- 26 iulie (?): 800 de ani de la moartea lui Kamo no Chōmei, poet japonez
- 26 septembrie: 150 de ani de la moartea lui Carl Jonas Love Almqvist, scriitor suedez
- 03 noiembrie: 250 de ani de la moartea lui Thomas Abbt, scriitor german
- 14 noiembrie: 300 de ani de la moartea lui Gottfried Wilhelm Leibniz, filozof german
- 12 decembrie: 250 de ani de la moartea lui Johann Christoph Gottsched, scriitor german

## Evenimente
- 17–20 martie: Salonul de Carte de la Paris (Salon du livre de Paris); Țara invitată: Coreea de Sud
- 17–20 martie: Târgul Internațional de Carte de la Leipzig (Leipziger Buchmesse); (fără țara invitată)
- 23 aprilie: Ziua Internațională a cărții și a drepturilor de autor
- septembrie: Festivalul Internațional de Literatură Berlin
- 19–23 octombrie: Târgul Internațional de Carte de la Frankfurt (Frankfurter Buchmesse); Țara invitată: Olanda și Flandra

## Cărți noi

### Literatură
- 2016 Harald Rosenløw Eeg — Kvartinger – Sferturi – (roman pentru tineret)

## Premii
- Medalia Premiului NobelPremiul Nobel pentru Literatură — Bob Dylan

### Premii naționale
- Norvegia - Premiul pentru literatură al Colecției Lingvistice — Camilla Otterlei

### Premii internaționale
- Premiul Cervantes —
- Premiul Hans Christian Andersen — Cao Wenxuan (autor) și Rotraut Susanne Berner (ilustrator)
- Premiul Booker —
- Prémio Camões —
- Premio Strega —
- Premiul Prințesa Asturiei pentru Literatură —
- Premiul Pulitzer —
- Premiul Erasmus — A. S. Byatt

## Decese în anul 2016
- 5 ianuarie - Pierre Boulez (n. 1925)
- 14 ianuarie - Alan Rickman (n. 1946)
- 22 ianuarie - Miloslav Ransdorf (n. 1953)
- 24 ianuarie - Fredrik Barth (n. 1928)
- 24 ianuarie - Marvin Minsky (n. 1927)
- 29 ianuarie - Jacques Rivette (n. 1928)
- 16 februarie - Boutros Boutros-Ghali (n. 1922)
- 19 februarie - Umberto Eco (n. 1932)
- 31 martie - Imre Kertész (n. 1929)
- 5 martie - Nikolaus Harnoncourt (n. 1929)
- 27 martie - Alain Decaux (n. 1925)
- 31 martie - Hans-Dietrich Genscher (n. 1927)
- 8 aprilie - Mircea Albulescu (n. 1934)